# Behörde für Wissenschaft, Forschung und Gleichstellung
Die Hamburger Behörde für Wissenschaft, Forschung und Gleichstellung (BWFG) ist eine von elf Fachbehörden des Senats der Freien und Hansestadt Hamburg. Die Behörde hat ihren Sitz in der Hamburger Straße 37 in Barmbek-Süd.
Senatorin und Präses der Behörde ist seit dem 7. Mai 2025 Maryam Blumenthal; Staatsrätin ist bereits seit April 2015 Eva Gümbel (beide Bündnis 90/Die Grünen).

## Behördengeschichte
Eine eigene Hochschulbehörde wurde erstmals 1919 bei der Gründung der Universität Hamburg errichtet. Zuvor hatte in der damaligen Oberschulbehörde eine Sektion für die „Wissenschaftlichen Anstalten“ (Botanischer Garten, Tropeninstitut, Kolonialinstitut, Sternwarte usw.) bestanden. 1933 wurde die Hochschulbehörde vom NS-Senat in die neugebildete Landesunterrichtsverwaltung eingegliedert, und auch nach dem Zweiten Weltkrieg blieb die Zuständigkeit für den Hochschulbereich zunächst bei der Schulbehörde. Erst im Zuge der Bildungsexpansion und der Gründung der Fachhochschule Hamburg wurde 1971 eine Behörde für Wissenschaft und Kunst (BWK) gebildet, die auch das Kulturressort umfasste. Zum Dezember 1978 wurden die beiden Ressorts aufgetrennt und eine eigenständige Behörde für Wissenschaft und Forschung eingerichtet. 2004 erfolgte eine Zusammenlegung mit dem Gesundheitsressort unter der Bezeichnung Behörde für Wissenschaft und Gesundheit, die aber bereits zum Mai 2006 wieder aufgegeben wurde, wodurch die Wissenschaftsbehörde ihren vorherigen Zuschnitt und die alte Bezeichnung zurückerhielt.
Mit Beginn der rot-grünen Koalition im Senat Scholz II wurde 2015 der Bereich Gleichstellung von der Justizbehörde in die Behörde für Wissenschaft, Forschung und Gleichstellung übertragen. Zuvor war bereits von 1997 bis 2001 die damalige Wissenschaftssenatorin Krista Sager ebenfalls für Gleichstellungspolitik zuständig, dieses jedoch als Senatorin des damals selbständigen Senatsamtes für die Gleichstellung.
Im Zuge der Fortführung der rot-grünen Koalition nach der Bürgerschaftswahl 2020 wurde 2020 im Senat Tschentscher II die Zuständigkeit für Bezirksfragen von der Finanzbehörde an die Wissenschaftsbehörde übertragen und die entsprechende Abteilung in die Verwaltung eingegliedert. Im Senat Tschentscher III gehört der Bereich Bezirke wieder zur Finanzbehörde, welche seit 2025 Behörde für Finanzen und Bezirke heißt.

## Hamburger Lehrpreis
Die Behörde prämiert seit 2009 jährlich herausragende und innovative Lehrleistungen an den staatlichen Hamburger Hochschulen mit dem Hamburger Lehrpreis. Die Preise sind inzwischen mit jeweils 10.000 Euro dotiert.